# Otto Nordstedt
Uppslagsordet Nordstedt omdirigerar hit. Se även Norstedt.
Carl Fredrik Otto Nordstedt, född den 20 januari 1838 i Jönköping, död den 6 februari 1924 i Lund, var en svensk botaniker. 
Nordstedt blev student vid Lunds universitet 1856, avlade mediko-filosofisk examen 1861 och tjänstgjorde som underläkare vid Garnisonssjukhuset i Stockholm 1862–1863. Han övergick dock snart till botaniken, där han som Jacob Georg Agardhs lärjunge inriktade sig på algologin. Han var amanuens vid botaniska institutionen i Lund 1873–1875 och från 1878, konservator där 1880–1909 och bibliotekarie där från 1901. Han blev 1881 filosofie hedersdoktor vid Lunds universitet och erhöll professors namn, heder och värdighet 1903. Han tog avsked 1922. 
Nordstedt studerade kransalgerna ingående och befrämjade dels genom publikationer över in- och utländska arter, dels genom exsickatverket Characeæ Scandinaviæ exsiccatæ (1–3, 1871–1874; tillsammans med Lars Johan Wahlstedt) kraftigt kännedomen om dessa svårutredda växter. Nordstedt studerade även sötvattensalgerna i övrigt och gjorde sig dels i skrift, dels som medarbetare i det stora exsickatverket Algæ aquæ dulcis exsiccatæ (1–35, 1877–1903, tillsammans med Veit Wittrock och Gustaf Lagerheim) sig känd som en framstående algolog. Särskilt var han den förnämste kännaren av de mikroskopiska desmidiacéerna. Över dessa växter utgav han med understöd av staten och av Vetenskapsakademien det omfattande registret Index Desmidiacearum (1896, supplement 1908), som belönades med Letterstedtska priset 1909. Även den svenska fanerogamfloran och dess nomenklatur avhandlade han i flera uppsatser.
Av stor betydelse för vetenskapen är det arbete Nordstedt utförde som utgivare utan något offentligt understöd av tidskriften Botaniska notiser alltsedan 1871. Han invaldes 1871 i Fysiografiska sällskapet i Lund och 1887 i Vetenskapsakademien.